# التهاب وريدي أزرق مؤلم
الالتهاب الوريدي الأزرق المؤلم هو شكل حاد غير مألوف من الخثار الوريدي العميق الذي ينتج عن انسداد تجلط واسع النطاق (انسداد بواسطة خثرة) من الأوردة الرئيسية والضمانات من طرف. ويتميز بألم شديد مفاجئ، وتورم، ووسقة وذمة في الطرف المصاب. هناك خطر كبير من الانسداد الرئوي الهائل، حتى في ظل التخثر. قد يحدث أيضا الغنغرينا القدم. تم العثور على خبيثة الكامنة في 50% من الحالات. عادة يحدث في الحالات التي تعاني من مرض يهدد الحياة.
تم اكتشاف هذه الظاهرة من قبل جوناثان تاون، جراح الأوعية الدموية في ميلواكي، الذي كان أيضا أول من أبلغ عن متلازمة الجلطة البيضاء (وتسمى قلة الصفيحات المحدثة بالهيبارين). اثنين من مرضى قلة الصفيحات المحدثة بالهيبارين وضعت البلغميا سيروليا دولين التي ذهبت لتصبح الغنغرينا.
العلاج عن طريق انحلال بالخثرة، وهو نوع من الانحلال.

## صور إضافية

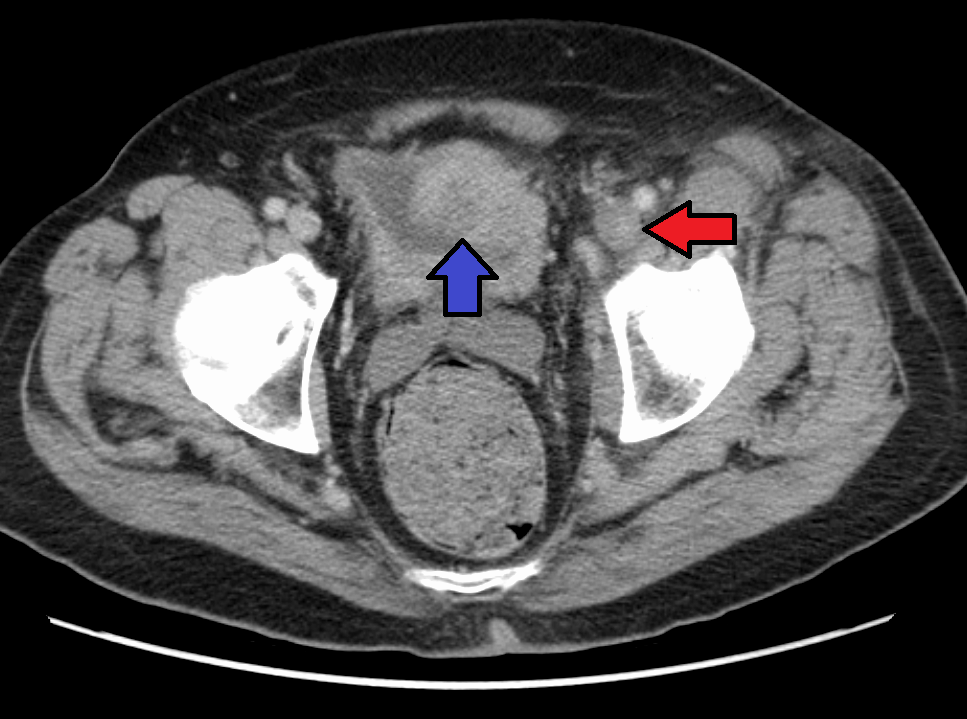
تجلط الأوردة العميقة من الحرقة الخارجية اليسرى في شخص مصاب بسرطان المثانة مما يؤدي إلى هذه الحالة.